# Сан Микеле ал'Адидже
Сан Микѐле ал'А̀дидже (на италиански: San Michele all'Adige, на местен диалект: Samichél, Самикел) е малко градче и община в Северна Италия, автономна провинция Тренто, автономен регион Трентино-Южен Тирол. Разположено е на 228 m надморска височина. Населението на общината е 3064 души (към 2014 г.).